# بيتر إتش ويلسون
بيتر إتش ويلسون (بالإنجليزية: Peter H. Wilson)‏ هو مؤرخ وأستاذ جامعي بريطاني، ولد في 1963.